# Jaume Bofill Bofill
Jaume Bofill Bofill (Barcelona, 30 de noviembre de 1910-Barcelona, 20 de octubre de 1965), fue un filósofo, jurista, catedrático e industrial español. Es uno de los principales representantes de la Escuela tomista de Barcelona.  

## Biografía
Nació en Barcelona en 1910. Era hijo del poeta y político Jaume Bofill (1878-1933). Hizo sus primeros estudios en el colegio del Sagrado Corazón que tenían los jesuitas en la calle Caspe de Barcelona. Cursó estudios de derecho en la Universidad de Barcelona, donde obtuvo la licenciatura en Derecho. Durante un tiempo ejerció como abogado. 
Durante la Guerra civil española conoció al P. Ramón Orlandis Despuig, S.J., que le orientó hacia la filosofía y el tomismo. Poco después, siendo ya padre de familia y dirigiendo una pequeña industria, inició los estudios de filosofía en la universidad. Obtuvo la licenciatura en Filosofía en 1942. En septiembre de ese año obtuvo, por oposición, el puesto de catedrático de Instituto en el Instituto Milá y Fontanals de Barcelona. En 1944 colaboró en la fundación de la revista Cristiandad y en 1949 obtuvo el doctorado en Filosofía en la Universidad de Madrid con una tesis dirigida por Juan Francisco Yela y titulada El concepto de perfección en santo Tomás.
En 1950 obtuvo, por oposición, la cátedra de Metafísica de la Universidad de Barcelona, que ocupó hasta que le sobrevino la muerte en 1965, siendo sucedido en la cátedra por su discípulo Francisco Canals Vidal. Aquí está el germen de la Escuela tomista de Barcelona. En 1956 fundó la revista Convivium. 
Murió en Barcelona el 20 de octubre de 1965. 
La Fundación Jaume Bofill en Barcelona, lleva su nombre.

## Pensamiento
Según Bofill, una metafísica auténtica es una ciencia ordenada a alcanzar una realidad espiritual, metasensible, y a orientarnos en los problemas fundamentales de la existencia. Destacó la centralidad de la persona en la escala de los seres y la importancia de la dimensión íntima de la cognición, que designó con el nombre de "sentimiento".

## Obras

### Libros:
- Historia de la filosofía (Barcelona, Editorial Barna, 1925).
- El concepto de perfección en Santo Tomás (1949). Fue su tesis doctoral.
- La escala de los seres o el dinamismo de la perfección (1950).
- Obra filosófica (1967, póstumo). Es una colección de 18 artículos escritos por Jaume Bofill.

### Artículos:
- "Autoridad, Jerarquía, Individuo", en: Revista de Filosofía 5 (abril-julio 1943) 363-375.